# مایکل هرست (بازیگر)
مایکل اریک هرست (انگلیسی: Michael Eric Hurst؛ زادهٔ ۲۰ سپتامبر ۱۹۵۷) بازیگر، کارگردان فیلم و نویسنده بریتانیایی‌الاصل اهل نیوزیلند است.
از فیلم‌ها یا برنامه‌های تلویزیونی که وی در آن نقش داشته‌است، می‌توان به شکست اشاره کرد.